# Medijska psihologija
Medijska psihologija je nova akademska in praktična disciplina in kot že ime samo pove, preučuje množične medije: televizijo, radio, internet in tiskane medije. Za medijsko psihologijo velja, da lahko vključimo pod okrilje njenega preučevanja tudi druga, že uveljavljena področja psihologije, kot so to psihologija oglaševanja in psihologija interneta, vsebuje pa različne teoretične in tako kvantitativne kot kvalitativne metodološke pristope. 
Od ostalih področij psihologije se medijska psihologija razlikuje po tem, da je bilo veliko raziskav, ki spadajo v njen okvir, narejenih v disciplinah izven psihologije. Tako ima večina univerz v Evropi in Severni Ameriki oddelek za komunikologijo in medijske študije, kjer se odvijajo tudi raziskave o psiholoških vplivih medijev na ljudi. Kljub temu je na univerzah v Evropi in Severni Ameriki redko najti oddelek ali predmetnik medijske psihologije. V Evropi je glede raziskovanja medijske psihologije najbolj razvita Nemčija, kjer ima kar 11 univerz oddelek, na katerem potekajo tovrstne raziskave.
Psihologija se je večinoma ukvarjala z negativnimi vidiki človekove duševnosti-z duševnimi motnjami in boleznimi. Podobno je tudi medijska psihologija preučevala predvsem negativen vpliv medijev na ljudi. V novejšem času se je v psihologiji izoblikovala nova disciplina, ki preučuje, kdaj se človek dobro počuti v svoji koži: pozitivna psihologija. Sorodno so prišle tudi v medijski psihologiji v ospredje bolj pozitivne teme - pozitiven oz. prosocialen učinek medijev na ljudi.

## Oglaševanje
Psihologija in oglaševanje sta zadnje stoletje delovala z roko v roki. Glavna sestavina psihologije oglaševanja je prepričevanje. Najbolj očitna raba psihologije se vidi v propagandnem oglaševanju, še posebej pri plakatih za vojna zaposlovanja.  V Združenem kraljestvu in Združeni državah Amerike so za vpoklic v vojsko uporabili tehniko, kjer  je neka figura na plakatu kazala na njih in pri tem so gledalce naslavljali direktno, na primer Tvoja država potrebuje TEBE!; Hočem TEBE za v vojsko!, in podobno. Pri takih tehnikah prepričevanja gre za direkten pogled v oči, skupaj s kazalcem, ki kaže nate, kar ustvarja v gledalcih občutek, da figura na plakatu vzpostavlja kontakt z njimi. Oglaševalci pa so kmalu spoznali pomembnost razvoja bolj prefinjenih metod prepričevanja. Freudovska teorija in študije nezavednega , dajo oglaševanju odlično priložnost, da pritihotapijo svoje sporočilo skozi psihološko zakulisje. Prvi takšen primer, ki uporabi asociacijo skupaj z ustvarjanjem krivde, je bil podan na plakatu za Prvo svetovno vojno. Na plakatu je pisalo :Oči, kaj SI naredil v Veliki vojni?. Na sliki oče sedi v svojem fotelju in žalostno strmi v prazno, medtem ko se njegov sin na tleh igra z vojaki, njegova hči, kateri pripisujemo vprašanje, pa mu sedi na kolenih. V tem oglasu, se naj bi gledalec identificiral z očetom kot s prestrašenim možnim selfom. Takšne taktike so še vedno v pogosti rabi, še posebej v zvezi s promocijo hrane.
Akademske raziskave o učinkih oglaševanja se razdelijo v dve skupini glede na učinek v oglasih.
- Zaznavni učinki, kot na primer nizki koti kamere, ki naredijo govorca bolj avtoritativnega.
- Vedenjski učinki, ki ocenijo dolgoročni in kratkoročni učinek oglasa na potrošnika.

### Zaznavni učinki
Večina raziskav glede zaznavnih efektov oglaševanja je bilo sestavljenih iz informacijsko-procesnih pristopov. Te so temeljili na gledanju spomina in pozornosti kot diskretna spoznavna procesa, kar vodi do razprave o njuni relativni povezanosti. Pozornost je ključna za televizijsko oglaševanje, ker je sponzorjem v največji interes, da so gledalci prilepljeni k ekranu in da ne izgubijo sporočila oglasa. Narava zaznavanja je zelo kompleksna in med pozornostjo in efektivnostjo oglaševanja deluje več subtilnih faktorjev. 
Ideja, da lahko oglaševanje deluje na stopnji pod polno zavestjo, je bila dolgo značilna za osrednjo, prevladujočo psihologijo. Koncept podzavestnega oglaševanja se po navadi obravnava v povezavi z ikoničnim spominom. Ikonični spomin je termin za shranjevanje bežnih, minljivih vizualnih dražljajev, tipično za omrežje devetih črk, predstavljenih na ekranu za kratko obdobje (50 milisekund). Eksperimentalne raziskave so dokazale, da je naša zaznava takih slik boljša kot si mislimo. Ko moramo priklicati specifično vrstico iz ekrana, kjer so besede naključno razporejene, smo zmožni priklicati več, kot zavedno zaznamo. Ta odkritja podpirajo prepričanje, ki je še vedno široko razširjeno v svetu posla, da so lahko oglasna sporočila vcepljena v spomin, preko izpostavljanja publike kratkim odlomkom prepričljivih sporočil. Večina avtorjev je sledila koreninam subliminalnega oglaševanja. Študija eksperta Jamesa Vicaryja (1950), je bila na tem področju ključnega pomena. Na kinematografskem ekranu, so za 1/3000 sekunde, vsakih 5 sekund, med predvajanim filmom, osvetlili sporočila, kot na primer Jej pokovko in pij Coca-Colo!. Po 6 tednih je to vodilo v 18% zvišanje prodaje pokovke in 50% zvišanje prodaje Coca-Cole, v tistem kinu. Kot rezultat tega, je ameriška vlada prepovedala prakticiranje subliminalnih sporočil v oglasih in prepoved velja še danes. Kakorkoli, še vedno ni nobenih dokazov, da je bila originalna študija prijavljena in o najdenih dokazih prav tako ni nobenih potrditev .
Zelo malo pa lahko vplivamo na naš spomin, kadar gre za preproste pesmi v reklamah ali pa njihove slogane, kar je po navadi funkcija preproste izpostavljenosti. Če slišimo pesem dovoljkrat po televiziji ali radiju, se bo nezavedno prikradla v našo podzavest preko ponovne aktivacije nevronskih vzorcev.
Televizijsko in kinematografsko oglaševanje se šteje za najbolj uspešno, še posebej slednje, saj ima praktično gledalce v ujetništvu. Gledalci pred televizijo imajo namreč več možnosti: 80% jih med oglasi odide v drugo sobo, večina pa gre hitro spreleteti ostale kanale. Tudi žanr programa ima ogromen učinek na spoznavno procesiranje oglasov. Oba, nasilni in komični programi sta povezana z majhnim vpoklicem oglasnega materiala. V obeh primerih emocionalni odgovor skrha raven pozornosti, ki jo gledalec nameni oglasu. Iz spoznavne perspektive, internetno oglaševanje ne bo nikoli tako učinkovito, kot je na televiziji ali v kinih. Gre za uporabnikovo kontrolo nad medijem. Oglas, kjer lahko uporabnik zgolj pritisne na gumb, da le-ta izgine, nikoli ne bo imel enako prepričljivega učinka, kot ga imajo tradicionalni oglasi-vrinjeni so med filme in šove in imajo čas, da razvijejo zgodbo in karakterje, ali pa zgolj čepijo na strani časopisa in se počasi potapljajo v nezavedno, medtem ko bralec skrbno prebira besedilo.

### Vedenjski učinki
Študije vedenja se zanašajo na meritve, ki kažejo udeleženčeve preference za oglas, produkt, koliko denarja so pripravljeni zapraviti ali pa preučujejo kako z lahkoto lahko oglas vpliva na njihovo potrošniško obnašanje. 
Teorije nezavednega oglaševanja delujejo na predpostavki, da sta pozornost in zaznavanje dovolj dobra motivacija za potrošnikovo odločitev za nakup. Kmalu pa so študije oglaševanja začele presegati zgolj percepcijo in spomin in šle proti socialno orientiranemu obnašanju, praktično je šlo za študije potrošnikovega vedenja. Z novimi metodološkimi načini so ugotovili na primer, da glasba poveča popularnost oglasa in njegovega produkta.
Prvo študijo, ki je raziskovala pomen stopnje osebnostne vključenosti v produkt, je zasnoval Herbert Krugamn (1996). V kolikor so potrošniki močno vključeni v produkt (na primer, da jim veliko pomeni avto), bodo sporočilu, ki ga vsebuje oglas,  namenili več premisleka .
V psihologiji oglaševanja pa ločimo tudi med mehko- in težko- prodajnimi oglasi. Prvi so tisti oglasi, ki vsebujejo bolj vsakodnevna, prijateljska prodajna sporočila. Zadnji pa so oglasi, ki vsebujejo bolj direktno, vsiljeno in očitno besedišče. Snayder in de Bono (1985), sta v neki študiji odkrila, da imata ta dva tipa oglasov različen učinek na različne ljudi. Tisti, socialno bolj samozavestni in ki lažje prilagodijo obnašanje glede na situacijo, imajo ugodnejši odnos do mehko-prodajnih oglasov. Bolj se zavedajo slik, in se bolje odzivajo na izzvana razpoloženja in asociacije oglasov. Ljudje, ki so bolj naklonjeni težko-prodajnim oglasom, pa imajo nižjo socialno samozavest. Takšni potrošniki imajo bolj pragmatičen način življenja in imajo manj skrbi s slikami. 
Te študije dokazujejo kako različne skupine potrošnikov, različno odreagirajo na enak oglas. Oglas za življenjsko zavarovanje na primer cilja na poročene pare in povabi gledalce, da se identificirajo s srečno poročenim parom, v udobnem in stilskem domu, obkoljenih s simpatičnimi otroki, s srečno družino, hišnimi ljubljenčki ipd.,  ta situacija predstavlja idealni self v prihodnosti. 
Oglasi pa se prav tako močno razlikujejo glede na količino verbalne informacije, ki jo vsebujejo. Oglas v časopisu bo seveda vseboval več teksta kot oglas na televiziji, jumbo plakat na avtobusni postaji, bo vseboval več teksta kot na ulici, preprosto zaradi časa za branje, ki ga ima večina gledalcev.
Uporabi znanih oseb za promocijo oglaševane dobrine, se reče potrditev s produktom. V letu 1990, so v 22% časopisnih oglasov in 20% televizijskih oglasov uporabili omenjeno tehniko. Slavna oseba ima v oglasu dvojno funkcijo: po eni strani, je znan obraz zaznan kot zanesljiv vir informacij in tako zgradimo zaupanje skozi para-socialni odnos s to osebo ter preko tega ocenimo produkt; po drugi strani pa je znana oseba zaznana kot nevtralen in objektiven vir informacij. V večini primerov, ko omenjena tehnika dejansko deluje, gre za transformacijo podobe produkta s to določeno zvezdo.
Ključ do večje gledanosti oglasa, pa naj bi bila tudi njegova nejasnost. Goldman (1992), je trdil, da oglaševalci vidijo vložen trud v kompleksno interpretacijo reklame, kot prodajno točko. Pomanjkanje informacij v oglasu, je tisto, kar gledalce pritegne k njemu. Povezovanje informacij s ponovno predvajanimi oglasi zahteva še dodaten spoznavni napor, ki se po navadi obrestuje v smislu priklica in prepoznavanja.
Pri oglaševanju se lahko tudi osredotočimo na medbesedilno oglaševanje in specifično na umestitev produkta. Proizvajalci za izbrano umestitev plačajo visoke vsote televizijskim ali filmskim podjetjem, samo, da je lahko njihov produkt viden med določenim šovom oziroma filmom. Tako, vodilna zvezda postane slavna podpornica, le zaradi pitja iz specifične pločevinke; istočasno pa  sodobne potrošnikove dobrine povečujejo realnost samega filma. Neka študija je preučevala odnos do kajenja po izpostavljenosti posnetku iz filma Die Hard. V prvem  pogoju je filmska zvezda Bruce Willis kadil in gledalci so imeli raje ta lik, če so bili tudi sami kadilci in obratno. Torej, umeščanje produkta ima majhen učinek, prispeva pa k okrepitvi vzorcev obnašanja. Zdi pa se malo verjetno, da bo enkratna izpostavljenost  izdelku, imela velik vpliv na dolgotrajno obnašanje.

## Medijski psiholog
Medijski psiholog lahko izvaja teoretične in praktične raziskave o vplivu medijev na ljudi. Teoretične raziskave preučujejo, na kakšen način lahko mediji vplivajo na ljudi. Medijski psiholog lahko izvaja tudi praktične raziskave o učinkih posameznih radijskih in televizijskih oddaj na sprejemnike. Majhnim skupinam ljudi (fokusnim skupinam) predvaja televizijsko ali radijsko oddajo in preverja, ali so med gledanjem oz. poslušanjem na oddajo pozorni, ali se smejejo, če je bil namen oddaje zabavati, itd. V kolikor oddaja ne doseže želenih učinkov, predlaga izboljšave. V tujini so zaradi koristnosti tovrstnih raziskav psihologi zaposleni v medijskih hišah in posebnih medijskih inštitutih. Ugotavljajo in izboljšujejo kvaliteto in posledično gledanost programov. Medijski psihologi tudi ugotavljajo, kako prilagoditi otroške oddaje, da bi ustrezale razvojnim značilnostim otrok, ki se razlikujejo od odraslih gledalcev. Otroci imajo npr. samosvoj smisel za humor, zato jih mnogokrat dialogi, ki so smešni ustvarjalcem oddaj, sploh ne nasmejejo, nasprotno pa so jim lahko zelo smešne določene nerodne situacije, ki se zdijo odraslim prav nasprotne. Poleg tega lahko medijski psiholog svetuje pri nastajanju oddaje in  pri tem učinkovito združuje svoje znanje o psihologiji ter poznavanje delovanja medijev. Tako posledično ustvari oddaje, ki so dobro prilagojene ciljni publiki. Še posebej učinkovito lahko medijski psiholog ustvarja oddaje o psihološki tematiki in piše poljudno psihološke članke .